# HD157087
HD157087 — хімічно пекулярна зоря спектрального класу A2, що має видиму зоряну величину в смузі V приблизно  5,4.
Вона  розташована на відстані близько 502,6 світлових років від Сонця.

## Фізичні характеристики
Зоря HD157087 обертається 
порівняно повільно 
навколо своєї осі. Проєкція її екваторіальної швидкості на промінь зору становить  Vsin(i)= 15км/сек.